# Johanne Krarup-Hansen
Johanne Marie Magdalene Krarup-Hansen (15. juni 1870 i Vinding ved Vejle – 5. marts 1958 i Ribe) var en dansk operasanger (mezzosopran).
Hun debuterede på Det Kongelige Teater i 1899 som Orfeus i Orfeus og Eurydike. Med sin omfangsrige dramatiske mezzo blev hun den første danske Brünnhilde i Valkyrien i 1902 og optrådte desuden i roller som Azucena i Trubaduren og Dalila i Samson og Dalila. Hun blev udnævnt til Kongelig kammersangerinde i 1908. 